# Itapetim
Itapetim é um município do estado de Pernambuco, no Brasil, conhecido como Ventre Imortal da Poesia. Sua população no censo do IBGE de 2022 era 13.791 habitantes, sendo o 8º município mais populoso da Microrregião do Pajeú. De acordo com o IBGE, Itapetim é o município mais setentrional de Pernambuco e contém o ponto mais ao norte do estado no continente: a comunidade rural de Fava de Cheiro (ou Lagoa de Dentro).
É terra-mãe dos grandes poetas repentistas, dentre eles os irmãos Batista (Dimas, Otacílio e Louro) e Rogaciano Leite. Itapetim surgiu como um povoado de 1885, sob o nome de Umburanas, em homenagem à espécie de árvore homônima (Commiphora leptophloeos), comum na região. Durante muito tempo, era um distrito de São José do Egito. Em 1938, o distrito mudou de nome para São Pedro das Lages, posteriormente Itapetininga, mas sendo configurado para Itapetim em 1943. Em 29 de dezembro de 1953, o município desmembrou-se de São José do Egito.
Devido à sua localização no Complexo Itapetim, do Lineamento Patos, formação rochosa que remonta à Orogênese Brasiliana, Itapetim também é um município com alta concentração de formações rochosas e inselbergues, além de minérios como ferro, magnésio, quartzito e ouro. Minerais dos quais foram explorados por antigas minas, como a Mina de Piedade do Ouro, atualmente considerada a quinta maior jazida de ouro do Brasil -- embora de forma não oficial e não confirmada, mas que foram desativadas pela inviabilidade econômica na região.
Atualmente, a mineração em Itapetim ocorre de forma descontínua. Três ocorrências exibem valores significativos em teores de ouro: Pimenteiras, no povoado de Pimenteira do Ouro; Sertãozinho que abrigava a Mina de Piedade do Ouro; e Degredo, no município de Brejinho.

## Etimologia
"Itapetim" é um oriundo da língua tupi, significando "pedra achatada branca", através da junção de itá ("pedra"), peb ("achatado") e ting ("branco). Pedra Solta.

## História

### Período pré-colonial
De acordo com registros históricos, Itapetim era povoada há milhares de anos por populações nativas. Existem sítios arqueológicos e artes rupestres nas comunidades rurais de Boa Vista e Riacho Salgado, revelando habitação pré-histórica no município. Por exemplo, na Pedra do Letreiro, no município vizinho de Brejinho, há arte rupestre com formato de répteis.
Até o século XVIII, a região era habitada por uma tribo indígena denominada Babicos, que posteriormente foi invadida pelos colonizadores portugueses. Entretanto, devido à falta de pesquisas e estudos arqueológicos, mais informações sobre os Babicos são escassas.

### Século XIX
O município de Itapetim teve, inicialmente, o nome de Umburanas, em referência à árvore de mesmo nome, cuja sombra abrigava a pequena feira do povoado. Posteriormente, também foi chamado de São Pedro das Lages. Em 1878, deu-se início à feira de Umburanas, possuindo itens como tecido, louças, joias, calçados, dentre outros.
O povoado surgiu em 1885, fundado por Amâncio Pereira, que construiu as primeiras casas e, com seu espírito empreendedor, organizou a feira, incentivou a construção da primeira capela, fundou o primeiro estabelecimento comercial e atraiu diversas famílias de municípios vizinhos. Os primeiros habitantes da vila, também considerados os fundadores da mesma, foram Amâncio Pereira José, José Antônio e Virgulino Soares.
Também deu-se início à povoação com a chegada de dois portugueses: Pedro Mendes de Barros e Inácio Cunha. Os portugueses viram a área como ideal para a agricultura, incluindo plantações de milho, feijão, mandioca, batata-doce, e para a pecuária, como a criação de bovinos, caprinos e aves domésticas. Amâncio, vendo o crescimento da população umburanense, construiu a primeira casa comercial de alvenaria de Itapetim, a qual permanece até os dias atuais.
A primeira capela foi erguida em 1890, em frente à casa de Amâncio, como parte da Paróquia de São José do Egito. Na mesma data, o padre José Gomes, então vigário, celebrou a primeira missa no local.

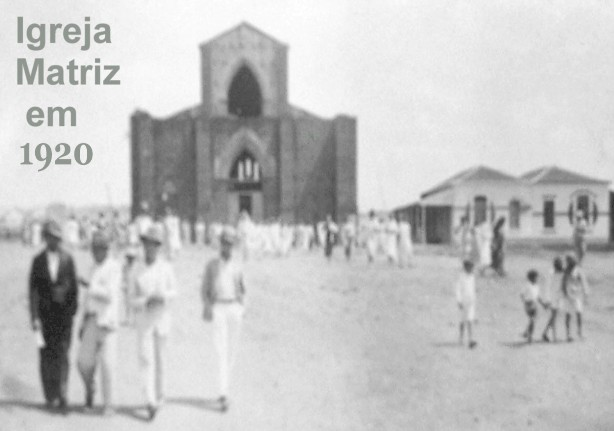
Igreja Matriz de Itapetim sendo aprimorada em 1920

### Século XX
Com o crescimento da população, em 1914, foi construída uma nova capela, maior e mais adequada para a comunidade. Mais tarde, essa capela foi ampliada e se tornou a matriz da freguesia, sendo considerada uma das igrejas mais altas da região.
A paróquia de Itapetim foi criada em 1927 por Dom José Lopes, bispo da Diocese de Pesqueira, tendo como primeiro vigário o padre João Leite de Andrade.
Pelo Decreto-Lei nº 92, de 31 de março de 1938, o distrito passou a se chamar São Pedro das Lages. No quadro de divisão territorial estabelecido pela Lei nº 235, de 9 de dezembro de 1938, foi registrado como Itapetininga, mas posteriormente, pelo Decreto-Lei nº 952, de 31 de dezembro de 1943, recebeu o nome definitivo de Itapetim.
O município foi desmembrado de São José do Egito, tornando-se vila e, posteriormente, elevado à categoria de cidade pela Lei nº 1818, de 29 de dezembro de 1953. A instalação oficial ocorreu em 1º de junho de 1954. A comarca de Itapetim foi criada pelo mesmo Decreto-Lei Estadual nº 1818, de 29 de dezembro de 1953, e confirmada posteriormente pela Lei nº 2567, de 22 de dezembro de 1963.

### Exploração aurífera

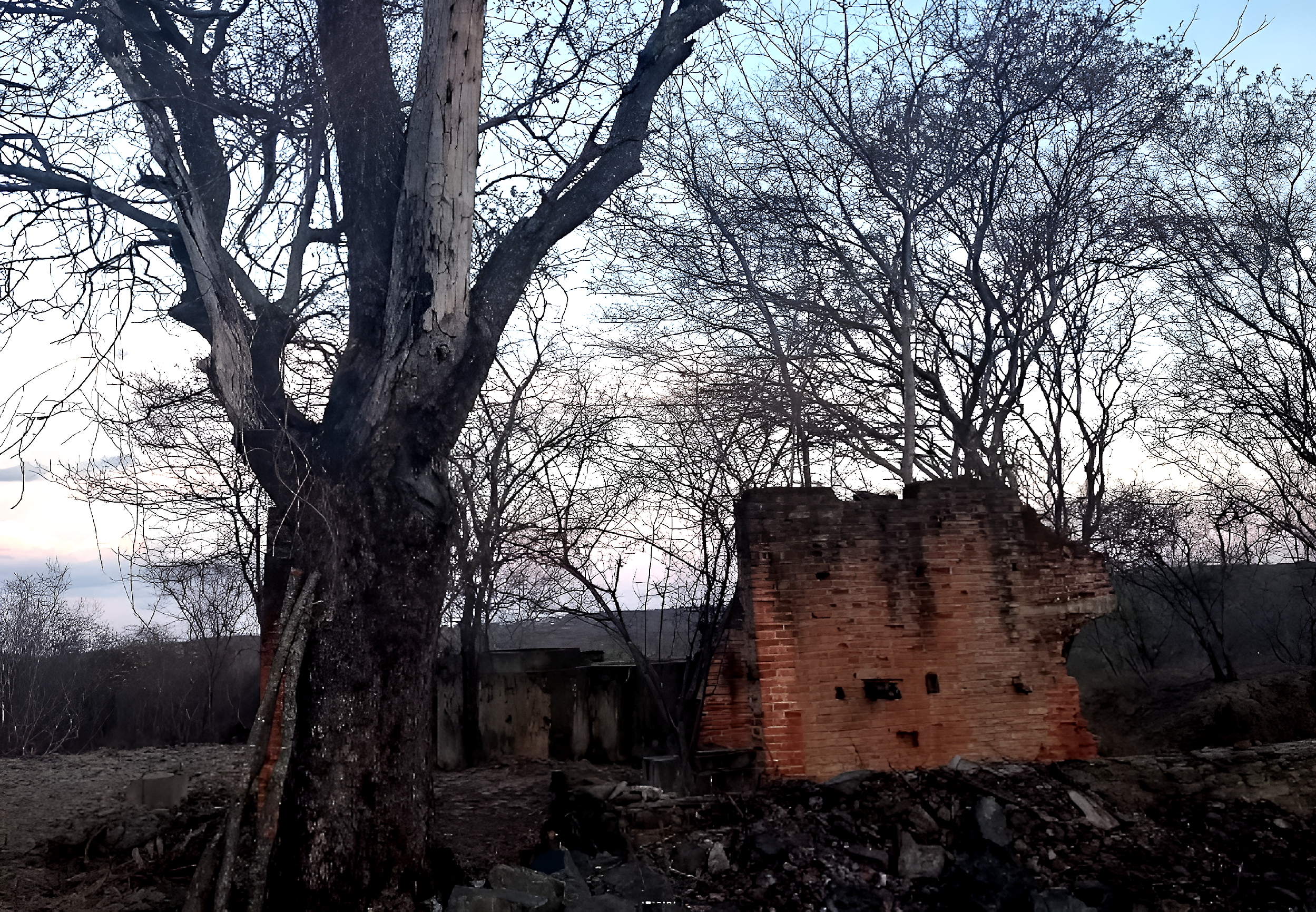
Mina de ouro na comunidade rural de Pimenteira do Ouro

Em meados da década de 1940, uma mina de ouro foi descoberta na região do distrito de Piedade do Ouro, sendo inicialmente considerada a terceira maior mina de ouro do Brasil. Atualmente, ela é considerada não-oficialmente como a quinta maior jazida do Brasil. A promessa era de que a extração de diferentes minérios, principalmente metais, fosse a principal fonte econômica de Itapetim, município tradicionalmente voltado para a agricultura e a cultura popular. Na época, centenas de garimpeiros trabalharam no local.
Todavia, com o tempo, o ouro da mina foi se tornando economicamente inviável. Segundo o Projeto Itapetim, o que se extraía, geralmente em pouca quantidade, não compensava os altos custos de infraestrutura, transporte e equipamentos. Em janeiro de 1983, os custos chegavam a ser 5 vezes maiores que o desmonte. O município era remoto, longe de grandes centros urbanos, com acesso limitado e baixo nível de infraestrutura. Ainda assim, o Projeto informou que a identificação dos pontos falhos que estavam causando a perda de minérios era dificultosa, tornando-se impossível corrigi-los ou melhorá-los. A campanha de sondagem do Projeto Itapetim, que visava buscar informações sobre a mineração, havia sido descontinuada em 1982.
Em 1983, havia oito setores de mineração no chamado Distrito Aurífero de Itapetim. Na parte oeste: Sertãozinho, drenado pelo Rio Pajeú, sendo o mais explorado e onde estava a Mina de Piedade do Ouro; Degredo, no município de Brejinho e pouco explorado; Santo Aleixo, próximo a Degredo; e Pedro Amâncio, ao sudoeste da Barragem de Piedade. Na parte leste, formada principalmente por rochas meta-sedimentares: Zé de Cabrinha, ao sul do povoado de Piedade do Ouro; Pimenteiras, banhado pelo Riacho Mulungu e onde havia grande concentração de garimpo; Gurgueia, no povoado do Cariri/Mulungu, banhado pelo Riacho Gurgueia, entretanto pouco conhecido; e Catolé, a leste do Cariri.
No mesmo ano, foi projetado um pequeno programa da lavra, através do método "shrinkage stopping". Foi realizado um engenho-piloto para a construção de uma mina em Itapetim, denominado Engenho Piloto Projeto Itapetim-C.C. 2229010, possuindo capacidade para extrair até 1 tonelada de minérios por hora moendo a 80 mesh. Em turnos de 8 horas, seria esperado uma produção de 6 toneladas. Em cada turno, seriam mobilizados 11 operários, excluindo motoristas, mecânicos e supervisão. O controle de produção era feito diariamente através de tabelas. Ao todo, o Projeto Itapetim gastou Cr$ 82.604.680,00 com a campanha de sondagem, descontinuada em 1982.
Entretanto, críticas argumentaram que o Engenho Itapetim foi montado sem ter conhecimento de quaisquer características do minério, sem ter feito qualquer teste tecnológico, sem qualquer equacionamento e dimensionamento do equipamento, sendo montado com alguns equipamentos disponíveis a custos insignificantes. De acordo com os argumentos, para se montar um engenho piloto, é necessário conhecer, pelo menos, algumas características do minério ou a semelhança do mesmo com o de outra mineração. Portanto, seria necessário realizar testes tecnológicos a escala de laboratório, determinar um fluxograma adequado e dimensionar o equipamento. Houve a sugestão de construir um novo engenho em Itapetim, mas a ideia era considerada prematura.
Em 1984, houve tentativas de recuperar o ouro em Itapetim através da lixiviação, mas não foram bem-sucedidas. No setor Sertãozinho, foi planejada a construção de uma Lavra Experimental. através do método "shrinkage stopping", prevendo uma extração de até 60 toneladas por dia e até 1500 toneladas por mês do minério. De acordo com o Projeto Itapetim, responsável pelo planejamento, a mina e a barragem de Piedade do Ouro seriam utilizadas como fonte de abastecimento de água, fornecendo 3 mil litros por hora. No ano seguinte, em 1985, a Mina de Piedade foi oficialmente fechada, após mais de quatro décadas de atividades.
Em 1992, a busca pelo ouro continuou com a segunda fase de reativação do Projeto Itapetim, visando explorar os minérios contidos no município, além de Brejinho e da Serra do Teixeira, o último sendo escolhido para a construção de trincheiras. A reativação focou na exploração do setor Degredo, que, por estar mais distante do setor principal Sertãozinho, era pouco explorado.
Em 1999, a Companhia de Pesquisa de Recursos Minerais (CPRM) calculou até 607 kg de ouro contido na comunidade rural do Sertãozinho. Entretanto, como citado anteriormente, o depósito apresentou-se antieconômico por estar presente em quantidades que não justificavam os custos envolvidos na sua extração. Na ocasião, o foco estava nas composições xistosas de Pimenteira do Ouro, que encontravam-se em uma zona mesoproterozóica com predominância de muscovita-biotita, xistos e intercalações de metavulcânicas félsicas e intermediárias.
Em 2000, estudos exploraram o Complexo Itapetim, uma formação rochosa que surgiu há cerca de 638 milhões de anos durante a Orogênese Brasiliana, um grande evento de formação de montanhas que contém vários minérios. Ele é composto principalmente por um tipo de granito (monzogranito porfirítico) que contém fragmentos de outra rocha chamada diorito. Mais tarde, essa formação foi atravessada por fraturas onde se infiltraram diques de granodiorito.

## Geografia
Itapetim está a uma altitude média de 637 metros acima do nível do mar e sua área é de 411,875 km². Destes, 2,02 km² estão em área urbana. As regiões de influência de Itapetim são o Arranjo Populacional de Patos, o Centro Subregional A (3A) e São José do Egito - Centro de Zona B (4B). Está na Região Intermediária de Serra Talhada e Região Imediata de Afogados da Ingazeira, bem como na Microrregião do Pajeú e na Mesorregião do Sertão Pernambucano.
É formado por três distritos: A sede, São Vicente e Piedade do Ouro, além de centenas de comunidades rurais. Observação que Piedade do Ouro é classificado como um distrito apenas pela Prefeitura Municipal, mas não pelo IBGE, pois não atende aos critérios envolvidos para ser categorizado como tal. Além do mais, Itapetim é o município mais setentrional do estado de Pernambuco e contém o ponto mais setentrional do estado no continente: o povoado de Fava de Cheiro, também conhecido como Lagoa de Dentro.
Localiza-se à latitude 07°22'42" sul e à longitude 37°11'25" oeste e está a 267 km de distância da capital estadual Recife em linha reta. Limita-se com: São José do Egito (oeste e sul), Brejinho (oeste) e o estado da Paraíba (norte e leste).

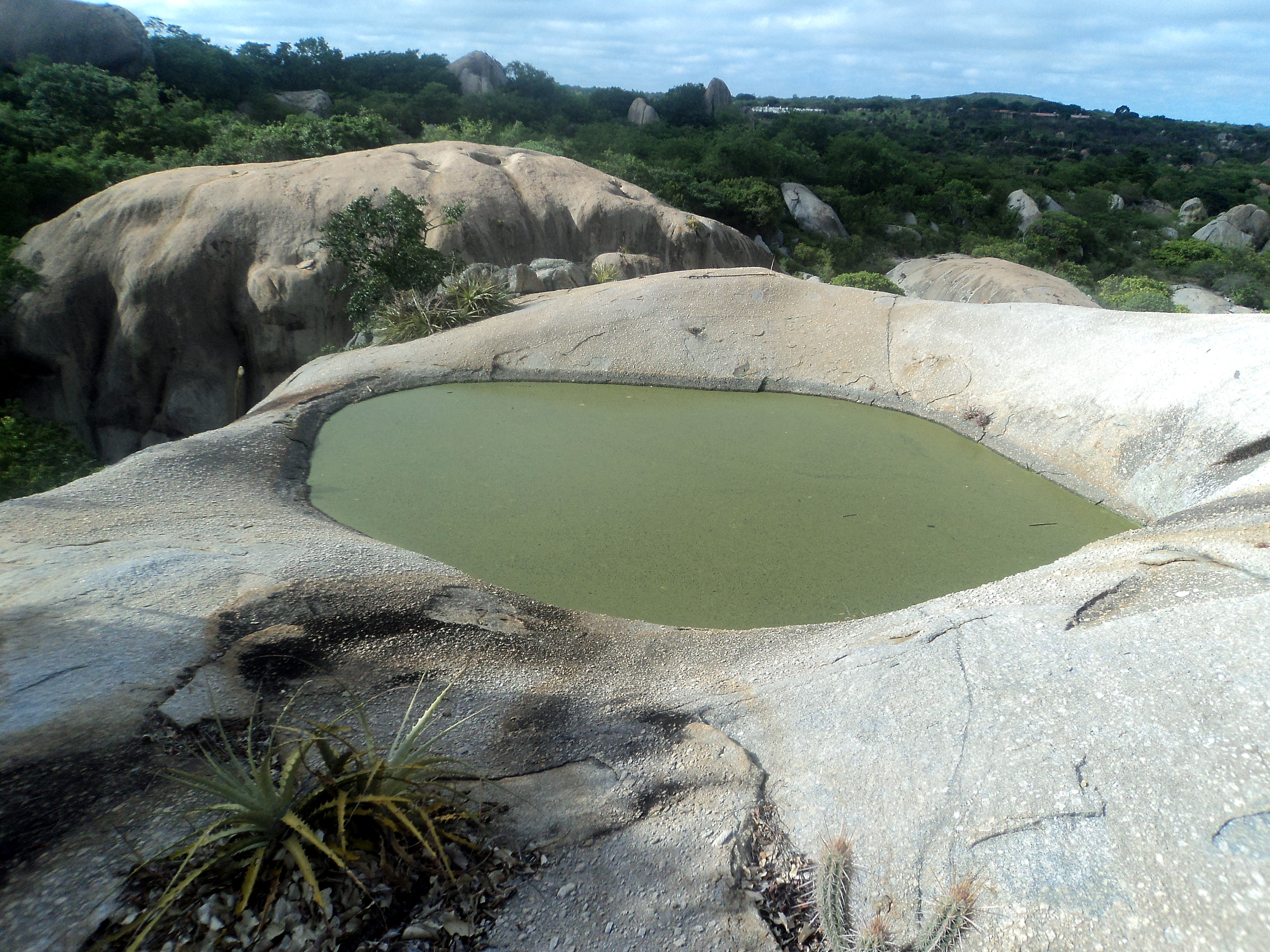
Um inselbergue no município vizinho de Brejinho

### Geomorfologia
Itapetim está situado no Complexo Granítico Itapetim, uma grande e dispersa formação geológica, pertencente ao Lineamento Patos, que se formou durante o período Neoproterozóico há 638 milhões de anos atrás, durante a Orogênese Brasiliana. Itapetim é o município com maior concentração de formações rochosas e inselbergues da microrregião do Pajeú, as quais estão dispersas por todo o município, com maior concentração no oeste e no centro-sul do município. Algumas pedras de Itapetim sugerem inscrições rupestres.
As formações rochosas são compostas principalmente por monzogranitos porfiríticos, que se formaram a partir de atividades vulcânicas antigas. Além disso, o Complexo Itapetim apresenta enclaves de rochas dioríticas, ricas em ferro e magnésio. Entre os minerais predominantes no complexo estão a caulinita, quartzo, feldspato potássico, ouro, ferro, magnésio e turmalina. A formação está em contato com rochas de diferentes idades: ao sul e a leste, faz contato com supracrustais e granitos gnáissicos formados durante o evento mesoproterozóico Cariris Velhos. Ao noroeste, o complexo interage com uma faixa de gnaisses de idade paleoproterozóica, que são rochas metamórficas mais antigas

#### Distrito Aurífero Itapetim
O Distrito Aurífero Itapetim foi delineado na década de 1980, abrangendo o noroeste do município de Itapetim e parte do leste de Brejinho. Esse distrito foi notável pela exploração de ouro, que, embora tenha sido intensa em algumas áreas, também enfrentou dificuldades econômicas que levaram à descontinuidade de várias minas ao longo do tempo.
Em 1983, o Distrito Aurífero estava composto por oito setores de mineração, divididos entre as áreas oeste e leste. Na parte oeste, o Sertãozinho, localizado na comunidade rural de Sertãozinho e drenado pelo Rio Pajeú, foi o mais explorado. Nesse setor, encontrava-se a Mina de Piedade do Ouro. A jazida continha até 607 kg de ouro, mas que, por questões de altos custos de manutenção, acabou sendo considerado inviável. Próximo ao Sertãozinho, o setor Degredo, situado no município de Brejinho, teve pouca exploração até 1992, quando a atividade mineradora foi retomada com maior intensidade. O setor Degredo ainda é explorado. O setor Santo Aleixo, próximo a Degredo, ainda está ativo. O setor Pedro Amâncio foi descontinuado nos anos 2000 e ficava ao sudoeste da Barragem de Piedade.
Na parte leste, composta principalmente por rochas meta-sedimentares, estão os setores Zé de Cabrinha, localizado ao sul do povoado de Piedade do Ouro, que foi descontinuado entre as décadas de 1980 e 1990; Pimenteiras, na comunidade rural de Pimenteira do Ouro, banhada pelo Riacho Mulungu, que foi marcada por grande concentração de garimpo e intensa atividade mineradora; Gurgueia, no povoado do Cariri/Mulungu, banhado pelo riacho homônimo, mas que teve pouco destaque e foi posteriormente descontinuado; e Catolé, localizado a leste do Cariri, descontinuado entre as décadas de 1980 e 1990. No entanto, as jazidas de Pimenteira do Ouro, Sertãozinho e Degredo foram as únicas a receberem uma exploração significativa de garimpo.
A região do Distrito Aurífero Itapetim é predominantemente formada pelo Complexo Itapetim, datado de cerca de 638 milhões de anos, mas abrange também rochas de faixas de desdobramento como Piancó-Alto Brígida, Pajeú-Paraíba e o maciço de Teixeira, que se estendem desde o Paleoproterozóico, há aproximadamente 2,5 bilhões de anos, até o Neoproterozóico, período em que se formaram as rochas do Complexo Itapetim.
As rochas mais antigas, do Paleoproterozóico, estão presentes principalmente no centro-norte e centro-noroeste de Itapetim, além da região do Ambó. Essas rochas são compostas por ortognaisses graníticos e monzograníticos, que se formaram através da recristalização de minerais em profundidade durante processos tectônicos. No restante do município, as rochas predominantes são as neoproterozóicas, que incluem granitos ricos em hornblenda, monzogranitos biotíticos, granodioritos porfiróides, porfiríticos e leucoquartzodioritos. Essas rochas são comuns nas regiões da cidade-sede, no extremo-noroeste - incluindo os povoados de Placas de Piedade e Piedade do Ouro, além da comunidade rural de Fava de Cheiro -, no centro-oeste, no sul e no leste do distrito-sede de Itapetim. O distrito de São Vicente, por outro lado, é formado principalmente por rochas mesoproterozóicas, como metavulcânicas e gnaisses biotita-muscovita, oriundas de uma sequência meta-vulcanossedimentar do Complexo São Caetano. Também são encontradas coberturas colúvio-eluviais argilo-arenosas do Cenozóico na comunidade rural do Sertãozinho, no centro-noroeste de Itapetim.
Uma característica importante da geomorfologia da região é a presença de uma zona de cisalhamento indiscriminada, localizada no centro-noroeste de Itapetim, que envolve as unidades Sertãozinho (Ps) e Pimenteiras (Mp). A unidade Sertãozinho, pertencente ao Paleoproterozóico, é composta por uma sequência de rochas metamaficas, que contêm intercalações de metafélsicas/intermediárias e metassedimentos pelíticos. Essa unidade inclui uma faixa mineralizada, representada por corpos filoneanos lenticulares concordantes, que se transformam em filonetes de quartzo mineralizados em ouro. As rochas dessa unidade apresentam uma estrutura acamadada bem preservada, apesar do intenso grau metamórfico, e frequentemente desenvolvem texturas porfiríticas, brechóides e fluidais.

A unidade Pimenteiras (Mip) integra a sequência metavulcano-sedimentar do Complexo Irajaí e é formada principalmente por biotita-muscovita xistos, muitas vezes ricos em granada, que gradam para biotita-muscovita gnaisses. Essa unidade pode exibir um bandamento com alternância de leitos quartzo-feldspáticos e leitos de biotita. Também estão presentes boudins e filonetes de quartzo mineralizados em ouro, que ocorrem de forma dispersa na rocha hospedeira. Ambas as unidades, Sertãozinho e Pimenteiras, são estreitas, variando de dezenas a algumas centenas de metros de largura, mas compreendiam todas as cinco jazidas de ouro que estavam em atividade no ano do estudo, em 1999. São elas: Degredo, Sertãozinho, Pedro Amâncio, Pimenteiras e Gurgueia.

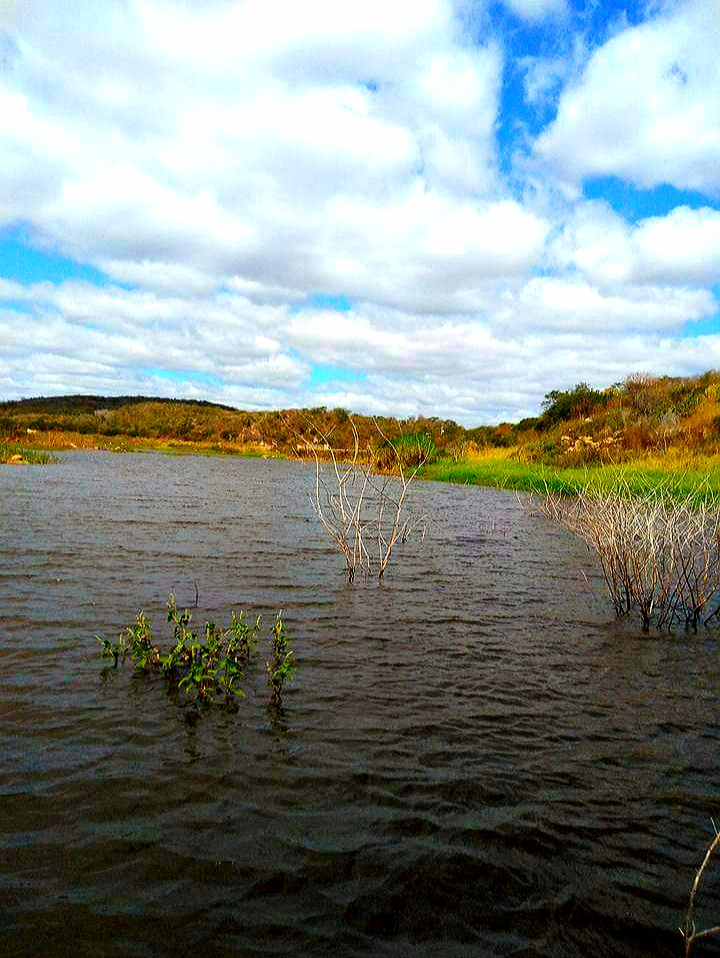
Um açude no distrito de Piedade do Ouro

### Hidrografia
Itapetim faz parte da Bacia do Rio Pajeú, considerada a maior bacia hidrográfica do estado de Pernambuco. O município é cortado pelo Rio Pajeú, o qual é intermitente, isto é, não é visível em determinados períodos do ano, como os de estiagem. Entre os riachos do distrito-sede, estão o Riacho da Cacimba Salgada, Riacho do Belém e Riacho do Mocambo. No distrito de São Vicente, há o Riacho São Pedro, Riacho das Melancias, Riacho Serra da Bicha, Riacho do Sossego, Riacho das Araras, Riacho Santo Antônio, Riacho das Baixas, Riacho Cacimba e Riacho da Esperança. O Riacho da Esperança, em especial, é responsável pela delimitação do distrito-sede e do distrito de São Vicente.
As principais barragens de Itapetim incluem a Barragem de Piedade do Ouro, a Barragem Santa Rita, a Barragem Caramucuqui e a Barragem Mãe d'Água. As de Santa Rita e Caramucuqui, em particular, são responsáveis por grande parte do abastecimento da cidade. A Barragem de Piedade abastece o povoado de Piedade do Ouro e a comunidade rural de Pimenteira do Ouro. Entretanto, os reservatórios são muito afetados pelas estiagens, podendo secar por completo, como aconteceu em 2015 com as barragens de Caramucuqui e Mãe d'Água.

### Clima
O clima predominante em Itapetim é o semiárido quente (tipo BSh segundo Köppen), com estações secas e chuvosas bem definidas, além de temperaturas máximas que frequentemente ficam acima de 30°C e temperaturas mínimas que raramente são inferiores a 15°C. Segundo o Meteoblue, o mês mais quente é novembro, com uma temperatura máxima média de 33°C. Alguns dias podem excepcionalmente atingir os 36°C, porém a média, nesse caso, é de uma vez a cada dez anos. O mês mais frio é julho, com as noites mais frias alcançando os 15°C. O clima de Itapetim tende a ser mais ameno em comparação com outras regiões do estado de Pernambuco, como Serra Talhada, principalmente devido à altitude mais elevada e à proximidade com a Serra do Teixeira, a qual permite a transferência de calor.
O município também é bastante ventoso durante todo o ano. Em particular, os meses mais ventosos são agosto e setembro. Em agosto, a média de dias com velocidade média do vento entre 30 e 40 km/h é de 1,6 dia, enquanto a média de dias com velocidade do vento entre 20 e 30 km/h é de 27,7 dias. Em setembro, a média entre 30 e 40 km/h é de 1,5 dia, enquanto a média entre 20 e 30 km/h é de 28 dias.
A média anual de precipitação no município é de 372 mm, com a maior parte das chuvas sendo concentradas entre janeiro e abril. Março é o mês mais chuvoso, com média de 93 mm, enquanto o mais seco é setembro, com média de somente 1 mm. A região é suscetível a períodos de estiagem severa, sendo o mais intenso o período 2012-2016, quando alguns reservatórios secaram completamente. Por outro lado, chuvas excepcionalmente intensas também podem ocorrer. A exemplo de 25 de maio de 2020, quando o acumulado em 24 horas alcançou 105 mm; 28 de março de 2021, medido em até 87 mm; e 9 de janeiro de 2020, quando a precipitação em um único evento alcançou 81 mm na comunidade rural de Recanto e 61 mm em Lage do Agostinho.
Devido às mudanças climáticas, está cada vez mais comum que as chuvas em Itapetim ultrapassem a média histórica anual já nos primeiros meses do ano. Por exemplo, em 2020, um ano atípico em termos de pluviosidade, houve registro 328 mm somente entre 1º de janeiro e 3 de fevereiro, representando um acumulado bastante próximo da média de 372 mm para o ano inteiro. Em março, o valor alcançava 664 mm. No final de 2020, o município já tinha registrado 1.054 mm de precipitação, um índice quase três vezes acima da média histórica anual. Em 2021, a cidade chegou a alcançar 310 mm até o dia 28 de março. Em 2024, a precipitação atingiu 398 mm até o dia 13 de março.
Apesar do clima semiárido, condições meteorológicas adversas também não são incomuns em Itapetim. Em 24 de dezembro de 2015, por exemplo, uma intensa ventania fez com que a torre de uma empresa de internet ao lado da Igreja Matriz de São Pedro caísse. Em abril de 2022, uma tempestade localizada trouxe ventos fortes que derrubaram árvores e destelharam casas nas comunidades rurais da Pitombeira e da Gameleira, além de trazer o primeiro e único caso de granizo em Itapetim, na comunidade rural da Pitombeira.

## Demografia
No censo demográfico de 2022 do IBGE, a população do município era de 13 791 habitantes com uma densidade populacional de 33,48 hab./km². No mesmo censo, 6 751 habitantes eram homens e 7 040 habitantes eram mulheres.

O Índice de Desenvolvimento Humano Municipal (IDH-M) de Itapetim é considerado baixo na classificação do Programa das Nações Unidas para o Desenvolvimento (PNUD). Em 2010, o índice era 0,592, sendo o 96º maior de todo o estado de Pernambuco (em 185 municípios) e o 4 331º de todo Brasil (em 5 565 municípios).

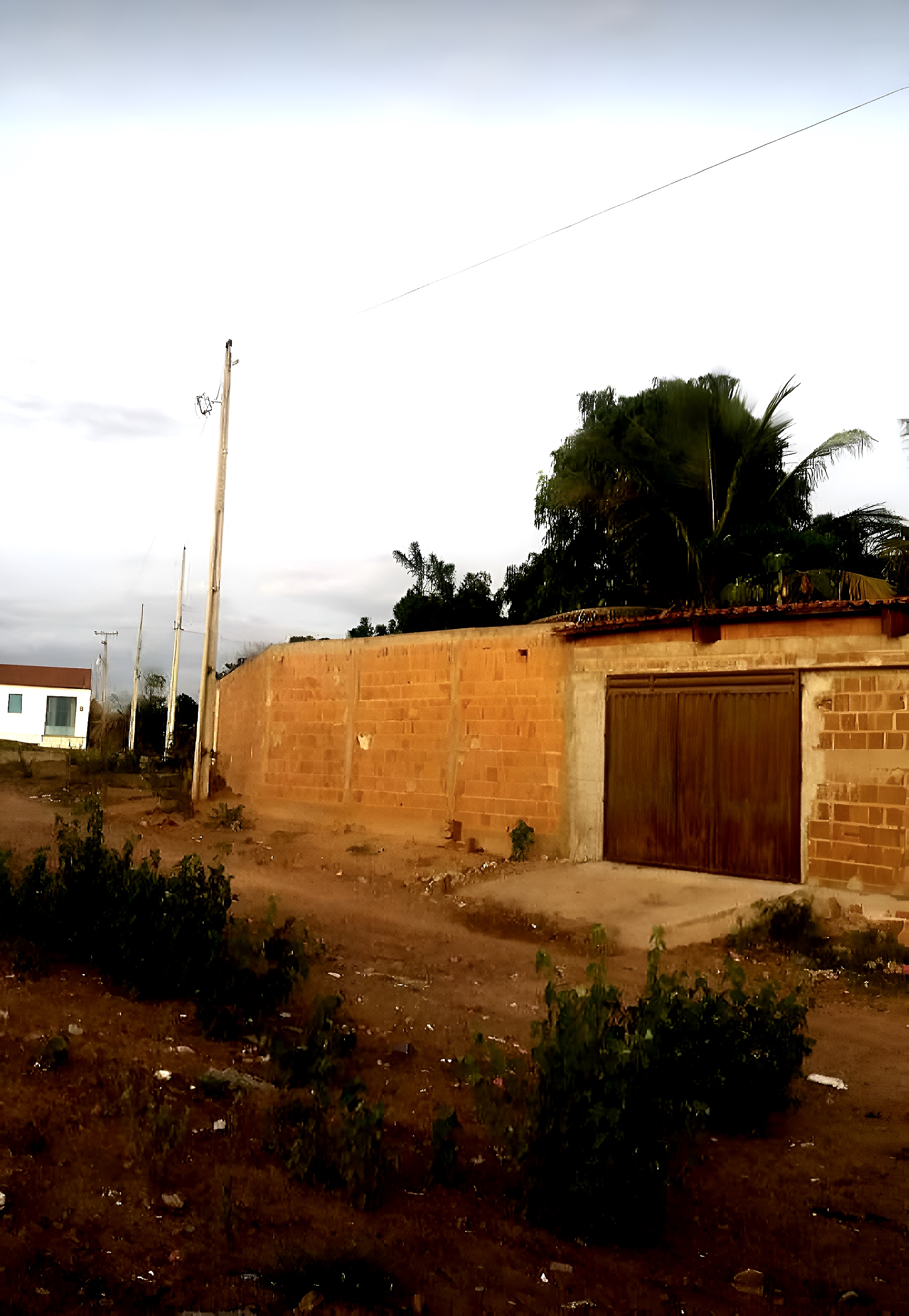
Pimenteira do Ouro, uma comunidade rural de Itapetim com alta desigualdade social

### Desigualdade social
Segundo o Ministério da Saúde, no ano de 2010, o coeficiente de Gini, que mede a desigualdade social, era de 0,5593 em Itapetim, sendo que 1,00 é o pior número e 0,00 é o melhor. Anteriormente, em 2000, o índice tinha alcançado 0,5943, refletindo um município com alta tendência à disparidade social. De acordo com o IBGE, 51,5% dos itapetinenses possuíam acesso a esgotamento sanitário adequado em 2010.

### Religião
A população de Itapetim é predominantemente cristã. A principal paróquia municipal é a Paróquia São Pedro, em homenagem ao padroeiro da região. Cada um dos três distritos de Itapetim possui um padroeiro, sendo São Pedro em Itapetim, Nossa Senhora da Piedade em Piedade do Ouro, e São Vicente Férrer em São Vicente.

### Composição étnica
De acordo com o censo do IBGE de 2022, as principais categorias étnicas em Itapetim são os pardos e os brancos, com 7.562 e 5.521 pessoas, respectivamente. 671 se consideram negros, enquanto as categorias étnicas amarela e indígena são as menos expressivas, com 19 e 18 pessoas, respectivamente.

## Subdivisões

### Lista de povoados e comunidades rurais

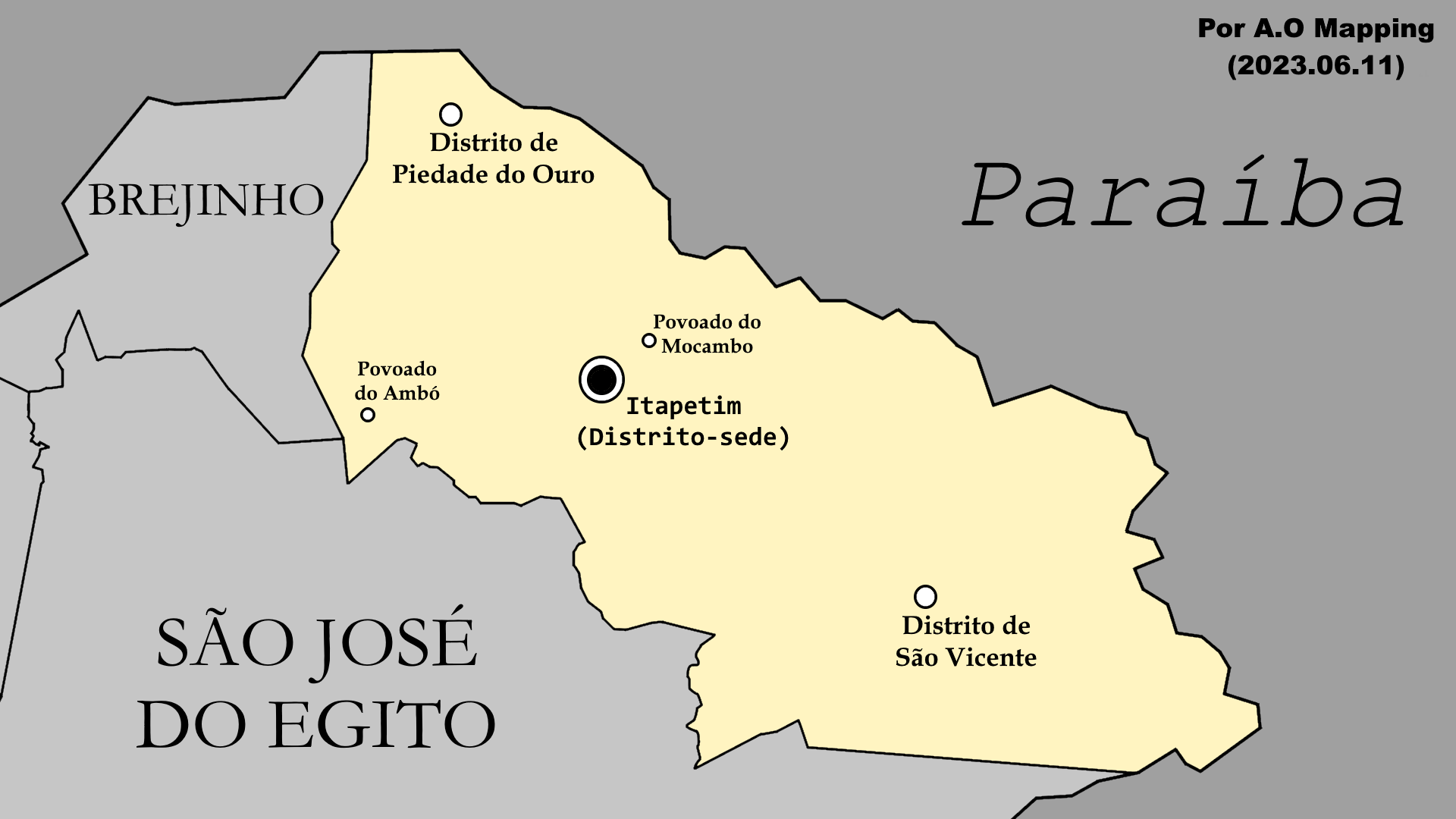
Mapa dos distritos e principais povoados de Itapetim

De acordo com o IBGE e a Prefeitura Municipal, Itapetim possui 117 povoados, sendo que 113 deles são comunidades rurais e possuem o prefixo "Sítio", exceto quatro: São Vicente, Piedade do Ouro, Placas de Piedade e Pimenteira do Ouro.
No caso de Pimenteira do Ouro, a classificação como "povoado" ao invés de "sítio" é recente, iniciada em novembro de 2022, quando a região passou a ser denominada oficialmente "Pimenteira do Ouro" pela Prefeitura Municipal, ao invés de "Sítio Pimenteira" ou apenas "Pimenteira".

#### Distrito-sede e região de Piedade do Ouro
OBS: Esta lista exclui o povoado-sede de Itapetim.
1. Ambó
2. Angico Torto
3. Aroeira
4. Barragem de Piedade
5. Batinga
6. Belamento
7. Belém
8. Boa Vista
9. Bom Sucesso
10. Bonita
11. Cachoeira
12. Cacimba da Roça
13. Cacimba de Pedra
14. Cacimba de Roca
15. Cacimba Salgada
16. Cacimbas
17. Cacimbinha
18. Caiana
19. Clarinha
20. Caramucuqui
21. Cariri/Mulungu/Gurgueia
22. Campos do Ambó
23. Canta Galo
24. Carnaúba
25. Degredo
26. Fava de Cheiro/Lagoa de Dentro
27. Frutas
28. Gameleira
29. Goiabeira
30. Goiana
31. Goiania
32. Jatobá
33. Jua
34. Juazeiro
35. Lagoa
36. Lagoa de Dentro do Ambó
37. Lagoa do Catolé
38. Lage do Agostinho
39. Limpo
40. Logradouro
41. Mãe d'Água
42. Mandacaru
43. Maniçoba
44. Manopla (Sítio)
45. Mariano
46. Mateus
47. Maurício
48. Mocambo
49. Oiteiro
50. Oitis
51. Olho d'Água
52. Penha
53. Piedade de Dentro
54. Piedade do Ouro
55. Pimenteira do Ouro
56. Pitombeira
57. Placas de Piedade
58. Prazeres
59. Querquere
60. Raposo
61. Recanto
62. Riacho Salgado
63. Rosa Mansa
64. Santa Rita
65. Santo Agostinho (reconhecido recentemente, em 2024)[79][80][81][82]
66. Serra
67. Serrinha
68. Sertãozinho
69. Solidão
70. Sossego
71. Surubim
72. Tapera
73. Tombador
74. Vaca Morta
75. Viração
76. Vitória (Viturino)

#### Distrito de São Vicente
1. Arara
2. Areias
3. Baixas
4. Barreiros
5. Cacimba de Dentro
6. Cacimba Nova
7. Cambitos
8. Canto
9. Capitão Laurindo
10. Catingueira
11. Cunha
12. Cupiras
13. Enjeitado
14. Esperança
15. Faiol
16. Franca
17. Gavião
18. Gunca
19. Jardim
20. Jurema
21. Lagoa da Jurema
22. Lagoa do Pé de Serra
23. Malhada
24. Malhada do Juazeiro
25. Melancia
26. Marrecas
27. Melosa
28. Miguel
29. Pé de Serra
30. Pedra d'Água
31. Quixaba
32. Riacho Verde
33. Roça de Dentro
34. Rosilho
35. Russa Mansa
36. Santo Antônio de Lima
37. São Pedro
38. São Vicente (povoado)
39. São Vicente Velho
40. Três Umbuzeiro
41. Umbuzeiro da Laje

## Economia

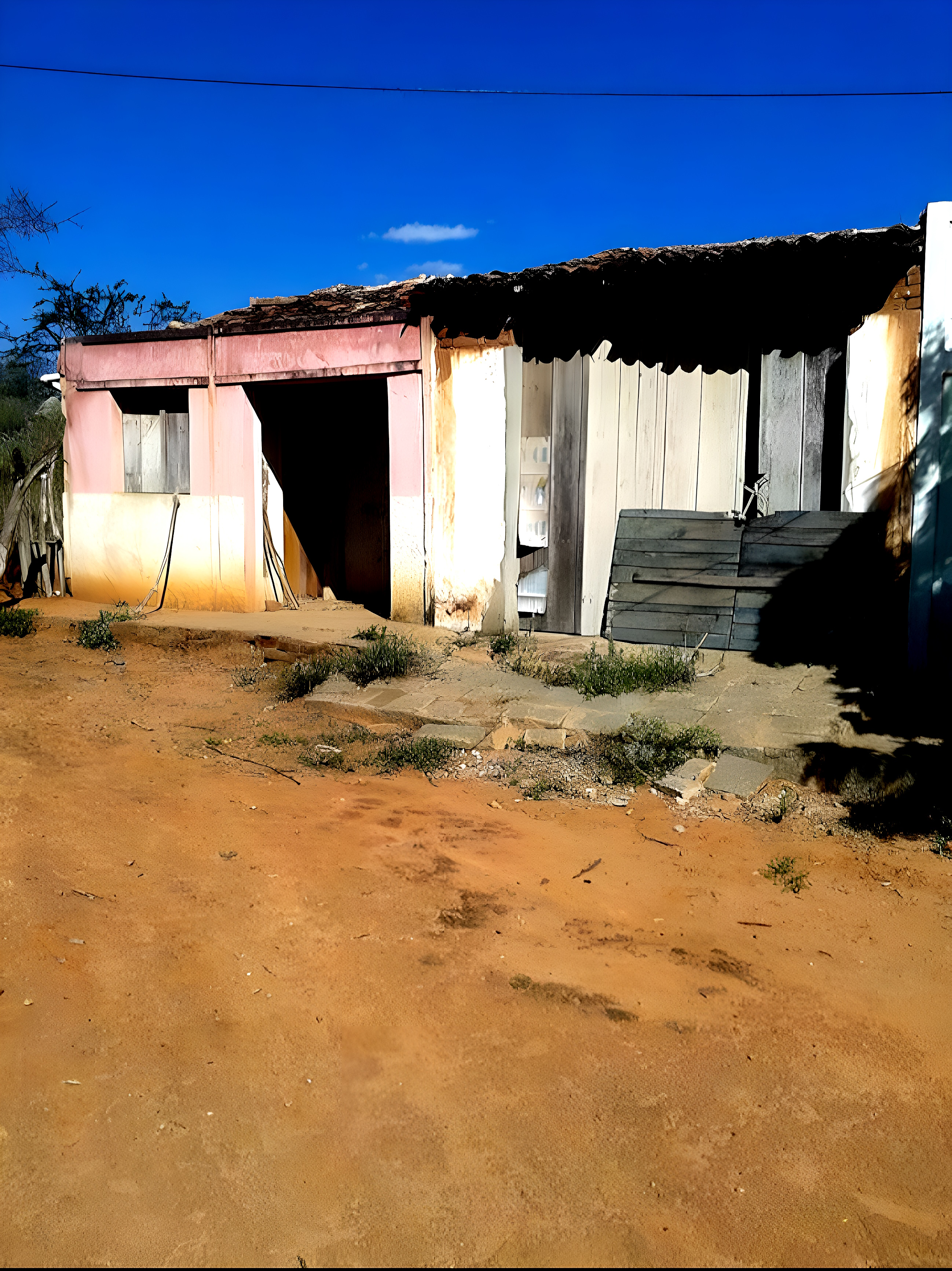
Fazenda abandonada na comunidade rural do Baixo Pimenteira, no distrito de Piedade do Ouro

Segundo o IBGE, a hierarquia urbana de Itapetim em 2018 era categorizada como Centro Local, o nível mais baixo da classificação das cidades e vilas dentro de uma rede urbana, o que indica pequena população, oferta limitada de serviços, como escolas, postos de saúde e comércio básico, forte dependência de centros urbanos maiores para serviços mais especializados e economia voltada para atividades locais, como agricultura, pequeno comércio e serviços básicos. As atividades econômicas principais do município são o comércio varejista, a agricultura familiar e a agropecuária.
A economia de Itapetim é predominantemente baseada no setor público, na agropecuária de subsistência e no comércio de pequeno porte. De acordo com dados do Instituto Brasileiro de Geografia e Estatística (IBGE), o Produto Interno Bruto (PIB) do município era de R$ 139 873 230 milhões em 2021, com PIB per capita de R$ 10 367,12, valor inferior à média estadual. Na composição do PIB. destaca-se a forte presença da administração pública, responsável por aproximadamente 53,6% da atividade econômica local, seguida pelos setores de serviços (28,4%), agropecuária (13,7%) e indústria (4,3%). Segundo dados de 2025, o crescimento nominal do PIB foi de 156,4% em um período de 10 anos, com uma taxa de 48,5% nos últimos cinco anos.
Conforme os dados do Censo Agropecuário de 2017, a área total dos estabelecimentos agropecuários no município é de 24 794 hectares, distribuídos entre 1 468 estabelecimentos. A ocupação de pessoal nesses estabelecimentos soma 2 968 pessoas, das quais 2 735 possuem laços de parentesco com o produtor, enquanto 233 não possuem.
A utilização das terras é diversificada, abrangendo lavouras permanentes e temporárias, além da pecuária. O sistema de preparo do solo é relevante, assim como a presença de assistência técnica, adubação e uso de agrotóxicos. O financiamento e empréstimos para a atividade agropecuária também fazem parte da estrutura econômica do setor. A mecanização agrícola em Itapetim é limitada, com apenas 17% dos estabelecimentos agropecuários possuindo tratores. A irrigação está presente em 73 estabelecimentos.
O perfil dos produtores agropecuários do município é caracterizado por diversas variáveis:
- Sexo do produtor:[84]
  - Masculino: 1 123
  - Feminino: 344
- Escolaridade:[84]

| Escolaridade                                       | Quantidade |
| -------------------------------------------------- | ---------- |
| Nunca frequentou à escola                          | 402        |
| Classe de Alfabetização - CA                       | 280        |
| Alfabetização de Jovens e Adultos - AJA            | 11         |
| Antigo Primário (Elementar)                        | 205        |
| Antigo Ginasial (Médio 1º Ciclo)                   | 44         |
| Regular do Ensino Fundamental ou 1º Grau           | 359        |
| EJA e Supletivo do Ensino Fundamental ou 1º Grau   | 2          |
| Antigo Científico, Clássico, etc. (Médio 2º Ciclo) | 8          |
| EJA e Supletivo do Ensino Médio ou do 2º Grau      | 2          |
| Superior (Graduação)                               | 13         |
| Mestrado ou Doutorado                              | 2          |
| Não se Aplica                                      | 1          |
| Total                                              | 1 329      |

- Faixa etária:[84]

| Classe de idade do produtor | Estabelecimentos | Porcentagem (%) |
| --------------------------- | ---------------- | --------------- |
| Menor que 25 anos           | 22               | 1,50%           |
| De 25 a menos de 35 anos    | 119              | 8,11%           |
| De 35 a menos de 45 anos    | 240              | 16,35%          |
| De 45 a menos de 55 anos    | 379              | 25,81%          |
| De 55 a menos de 65 anos    | 323              | 22,00%          |
| De 65 a menos de 75 anos    | 260              | 17,71%          |
| De 75 anos ou mais          | 124              | 8,45%           |
| Não se aplica               | 1                | 0,07%           |
| Total                       | 1 468            | 100,00%         |

- Cor ou raça:[84]

| Cor ou Raça do Produtor | Estabelecimentos | Porcentagem (%) |
| ----------------------- | ---------------- | --------------- |
| Branca                  | 702              | 47,87%          |
| Preta                   | 77               | 5,25%           |
| Parda                   | 688              | 46,89%          |
| Total                   | 1 467            | 100,00%         |

A administração da agricultura no município é realizada pela Secretaria de Agricultura e Meio Ambiente de Itapetim, responsável pela organização e supervisão das atividades agropecuárias. Entre suas atribuições estão a implementação de novas tecnologias para captação e armazenamento de água, fiscalização de áreas degradadas e organização de programas de capacitação para produtores rurais.
O setor de serviços e a administração pública são responsáveis por parcela significativa do PIB e do emprego formal local, dada a presença de órgãos públicos municipais e estaduais. O comércio local é formado principalmente por pequenos estabelecimentos varejistas que atendem à demanda interna. De acordo com a gestão municipal, foram firmadas parcerias com o Sebrae para fortalecer o ambiente de negócios no município: essas iniciativas incluem um “banco de proteína” para apoiar a produção de forragem (capim e palma) aos agricultores e a criação de uma agência de empreendedorismo, voltada a oferecer capacitação e assistência técnica a empresários e microempreendedores locais. A produção de leite tem sido incentivada por meio de políticas públicas que incluem a distribuição de tanques de resfriamento, assistência técnica e programas de fortalecimento da agricultura familiar.
No mercado de trabalho, Itapetim possui 637 empregos formais, com destaque para ocupações na administração pública, comércio e agropecuária. De janeiro a março de 2025, o município registrou um saldo positivo de 35 novas vagas, superior ao desempenho do ano anterior. A maior parte dos trabalhadores atua como professores da educação de jovens e adultos do ensino fundamental (primeira a quarta série), totalizando 83 ocupações, seguidos por dirigentes do serviço público municipal (81) e vendedores do comércio varejista (32). A remuneração média desses trabalhadores é de R$ 2,1 mil, valor inferior à média estadual de R$ 2,8 mil. A distribuição de renda na cidade reflete uma baixa concentração econômica, com 56,7% do total de remunerações pertencendo às classes de menor poder aquisitivo (E e D), enquanto as classes mais altas representam apenas 5,1%. Entre os setores que mais empregam, destacam-se a administração pública em geral (304 trabalhadores), o comércio varejista de minimercados (35) e a criação de bovinos para corte (26). Outras atividades características da cidade incluem o aluguel de máquinas e equipamentos agrícolas, além da fabricação de artefatos para pesca e esportes.

## Política e administração
A política de Itapetim é organizada de acordo com os princípios da Constituição Federal e do município, com o poder executivo e o poder legislativo funcionando de maneira independente, mas interdependente para garantir o bom funcionamento da administração pública.
A Câmara Municipal de Itapetim é o poder legislativo do município, responsável pela elaboração de leis e pela fiscalização dos atos do Poder Executivo (Prefeitura). O principal objetivo da Câmara é legislar sobre matérias de competência exclusiva do município e exercer o controle da administração local, principalmente no que diz respeito às contas e atos do Executivo. A Câmara é composta por vereadores e vereadoras eleitos pelo povo, sendo esses responsáveis por representar os interesses da população e tomar decisões que impactam diretamente a vida dos cidadãos de Itapetim.
A função legislativa da Câmara envolve a criação, modificação e extinção de leis que regem o município. Além disso, os vereadores fiscalizam o uso dos recursos públicos e o cumprimento das leis por parte do Poder Executivo, atuando como "guardião da sociedade", garantindo que o governo municipal atue de forma transparente e dentro dos limites legais. Os vereadores também são responsáveis por sugerir ações e melhorias para a cidade, promovendo o bem-estar da população. A Câmara Municipal de Itapetim possui 9 vereadores, uma quantidade que reflete o tamanho da população do município conforme a Constituição Federal.
Os vereadores têm como funções principais a elaboração das leis municipais e a fiscalização do prefeito e do vice-prefeito, garantindo que as ações do Executivo estejam em conformidade com as normas e as necessidades da população. Para isso, os vereadores debatem, discutem e aprovam leis que impactam diversos setores da cidade, como educação, saúde, transporte, segurança e infraestrutura.
Além disso, os vereadores têm o dever de aprovar os gastos do município e fiscalizar o uso dos recursos públicos, assegurando que os investimentos sejam feitos de maneira eficiente e em benefício da população. É importante que os cidadãos acompanhem a atuação dos vereadores para garantir que o trabalho seja bem desenvolvido e que os interesses da comunidade sejam representados adequadamente.
A Câmara Municipal de Itapetim não possui uma receita própria. A verba destinada à Câmara é proveniente de uma parte do orçamento do município, que é reservado especificamente para o Poder Legislativo. Esse repasse é feito anualmente e garante que a Câmara tenha recursos suficientes para desempenhar suas funções legislativas e administrativas, como o pagamento dos salários dos vereadores, funcionários e a manutenção das atividades parlamentares.

### Histórico de prefeitos
| Nome                                     | Início do mandato      | Fim do mandato         | Notas/Referências                       |
| ---------------------------------------- | ---------------------- | ---------------------- | --------------------------------------- |
| Francisco José de Maria ("Chico Santos") | 1954                   | ?                      | [ 94 ]                                  |
| Geraldo Alves Ferreira (Geraldo Mariano) | 15 de novembro de 1955 | 15 de novembro de 1959 | [ 95 ] [ 96 ] [ 97 ] [ 98 ] [ 99 ]      |
| Antônio Piancó Sobrinho                  | 1º de janeiro de 1964  | 31 de dezembro de 1968 | [ 100 ] [ 101 ]                         |
| José Francisco dos Santos (Zé Santos)    | 1º de janeiro de 1969  | 31 de dezembro de 1972 | [ 102 ]                                 |
| Geraldo Alves Ferreira (Geraldo Mariano) | 1º de janeiro de 1983  | 31 de dezembro de 1988 | [ 95 ] [ 96 ] [ 97 ] [ 98 ] [ 99 ]      |
| José Lopes da Silva Sobrinho (Zé Lopes)  | 1º de janeiro de 1989  | 31 de dezembro de 1992 | [ 103 ]                                 |
| Adelmo Alves de Moura                    | 1º de janeiro de 1993  | 31 de dezembro de 1996 | [ 104 ]                                 |
| José Lopes da Silva Sobrinho (Zé Lopes)  | 1º de janeiro de 1997  | 31 de dezembro de 2000 | [ 105 ]                                 |
| José Lopes da Silva Sobrinho (Zé Lopes)  | 1º de janeiro de 2001  | 31 de dezembro de 2004 | [ 106 ] [ 107 ] [ 108 ]                 |
| Adelmo Alves de Moura                    | 1º de janeiro de 2005  | 31 de dezembro de 2008 | [ 104 ] [ 109 ]                         |
| Adelmo Alves de Moura                    | 1º de janeiro de 2009  | 31 de dezembro de 2012 | [ 104 ]                                 |
| Arquimedes Machado                       | 1º de janeiro de 2013  | 31 de dezembro de 2016 | [ 104 ] [ 110 ] [ 111 ]                 |
| Adelmo Alves de Moura                    | 1º de janeiro de 2017  | 31 de dezembro de 2020 | [ 104 ]                                 |
| Adelmo Alves de Moura                    | 1º de janeiro de 2021  | 31 de dezembro de 2024 | [ 104 ]                                 |
| Aline Karina                             | 1º de janeiro de 2025  | 31 de dezembro de 2028 | [ 112 ] [ 113 ] [ 114 ] [ 115 ] [ 116 ] |

## Infraestrutura

### Saúde
Em 2022, o município possuía 6 estabelecimentos de saúde entre atendimento de emergência (1), clínica médica (1), obstetrícia (1) e pediatria (1). Neles, a cidade possuía 25 leitos para internação, sendo que todos eles estavam em serviço público municipal. O índice de mortalidade infantil no mesmo ano era de 23,39 óbitos por mil nascidos vivos.

### Educação
Em 2023, o Índice de Desenvolvimento da Educação Básica (IDEB) médio entre as escolas de Itapetim era de 6,7 (11º maior do estado) para os anos iniciais do ensino fundamental e 5,2 (25º a nível estadual) para os anos finais do ensino fundamental, em uma escala de 1 a 10. Não há dados para o ensino médio.
O município contava, em 2023, com aproximadamente 2.895 matrículas nas redes públicas e particulares. Segundo o IBGE, das 5 escolas de ensino fundamental de anos finais, 3 pertenciam à rede pública municipal e 2 eram escolas particulares. Itapetim possui apenas uma instituição de ensino médio, a Escola de Referência em Ensino Médio Teresa Torres. Em 2010, 3,5% habitantes de 7 a 14 anos não estavam cursando o ensino fundamental. Em 2023, a taxa de abandono alcançou 1,3%. Na Escola Teresa Torres, a média do ENEM de 2019 foi de 490 pontos, em uma pontuação máxima de 1000. Itapetim não possui instituições de ensino superior ou faculdades presenciais.
A Prefeitura Municipal de Itapetim realizou vários investimentos para aprimorar a experiência educacional no município. Em janeiro de 2024, a Prefeitura chegou a investir R$ 15 milhões na construção de duas escolas padrão FNDE no bairro Santo Antônio e no povoado de Piedade do Ouro. O mesmo tipo de escola está em construção no povoado de São Vicente desde julho de 2022, quando foram investidos R$ 3 milhões.

### Segurança pública e criminalidade
Itapetim, como um município predominantemente rural e em processo de desenvolvimento, frequentemente lida com problemas de insegurança pública. Não raramente ocorrem casos de roubos e homicídios. Em 2012, por exemplo, um banco foi invadido por cinco criminosos, que posteriormente explodiram caixas. Em 2017, foram contabilizados cinco assaltos a bancos na cidade principal no período de um ano. Os homicídios, por outro lado, costumam ocorrer com maior frequência na zona rural. Comunidades rurais com registros de homicídios brutais incluem Lagoa do Catolé em 2024, Prazeres em 2024, Pimenteira do Ouro em 2019 e Batinga no início da década de 2000 e em 2023.
A comunidade rural de Batinga destaca-se por ter sido alvo de uma chacina em 2002, liderada pelo ex-presidiário Humberto de Oliveira Alves, conhecido como Gordo. Na ocasião, houve quatro vítimas fatais devido a tiros: um casal, identificado como Jovelina Lucinda de Souza e Amaro Francisco da Silva, além da sobrinha de Jovelina, Ernestina Lucinda de Souza. Dias após, também foi morto Seu Geraldo Guedes. Oliveira foi encontrado sem vida em 25 de maio de 2023. A chacina de Batinga de 2002 é considerada o pior evento de homicídio já ocorrido em Itapetim.
Em 2024, a Prefeitura de Itapetim, em parceria com o Sicoob, realizou reformas no Pelotão da Polícia Militar, incluindo a ampliação da murada e melhorias. Essas reformas ofereceram melhores condições para os profissionais de segurança pública. Além disso, houve um reforço no efetivo policial, com o aumento do número de policiais e viaturas, o que contribuiu para a redução da criminalidade no município. A prefeitura também implementou um sistema de videomonitoramento na sede e nos distritos de São Vicente e Piedade do Ouro, com câmeras modernas para auxiliar na prevenção de crimes.

## Cultura

### Eventos
Entre as principais festividades de Itapetim, estão as comemorações culturais, como o Itapetim DiVerso, e as festas religiosas, todas realizadas pela prefeitura por meio da Secretaria Municipal de Cultura, Esportes e Turismo.

#### Itapetim DiVerso
O Itapetim DiVerso é um dos grandes eventos culturais de Itapetim, celebrando a tradição poética do Sertão do Pajeú e impulsionando a produção artística local. É realizado desde 2003 no Mercado Público da cidade e organizado pela Assoc'Arti, com apoio da prefeitura e do comércio local, além de outras colaborações privadas. A programação homenageia artistas da região e reúne músicos e poetas que declamam seus versos, fortalecendo a literatura sertaneja. Os artistas que participam do evento vêm de diversas cidades e recebem apenas uma ajuda de custo. Esse modelo incentiva uma rede cultural independente, na qual músicos e poetas circulam entre municípios. Além disso, artistas de maior projeção costumam se apresentar sem fins lucrativos.
A literatura e a música que nascem no Itapetim DiVerso seguem uma lógica independente. Os poetas bancam a impressão de seus livros, geralmente em gráficas regionais, e os distribuem sem a necessidade de editoras. Já os músicos gravam e divulgam seus trabalhos de forma autônoma, aproveitando as plataformas digitais para alcançar novos públicos. Um dos desdobramentos mais importantes do festival tem sido a valorização das mulheres na poesia sertaneja. Iniciativas como a Mesa de Glosas para a Mulher, em 2016, ampliaram o espaço para poetisas.
Nos anos de 2020 e 2021, o Itapetim DiVerso precisou se adaptar ao formato digital devido à pandemia de COVID-19. Como aconteceu com outros eventos culturais, as apresentações passaram a ser transmitidas ao vivo pela internet, o que acabou expandindo o alcance do festival.

#### Festa do Padroeiro São Pedro
A Festa do Padroeiro São Pedro de Itapetim é a celebração mais antiga ainda comemorada no município, ocorrendo anualmente no final de junho em honra ao padroeiro da cidade. A festividade possui uma programação diversificada e combina música, dança, manifestações culturais e atrações religiosas, atraindo tanto a população local quanto visitantes de outras regiões, especialmente do sertão pernambucano.
A celebração é marcada por três dias intensos de festa, iniciando-os com a realização de missas e procissões em homenagem a São Pedro, padroeiro do município. Essas atividades religiosas são acompanhadas de celebrações populares, como apresentações de bandas e grupos de dança. Nos dias da festa, a programação musical inclui tanto atrações locais quanto nacionais, com artistas que representam a tradição do sertanejo e do forró, estilos musicais muito presentes no cotidiano de Itapetim. Durante o evento, bandas e cantores se apresentam em palcos montados nas praças e ruas da cidade.
Além da música, a festa de São Pedro também apresenta a culinária local. Barracas de comida típica, com destaque para pratos como o arroz de carne de sol, a feijoada e o bolo de rolo, são montadas para mostrar aos visitantes a gastronomia da região. A festa de São Pedro impulsiona a economia local, gerando empregos temporários e aumentando a circulação de dinheiro no município. O evento também tem impacto significativo no turismo regional, atraindo pessoas de outras cidades do Pajeú e do estado.

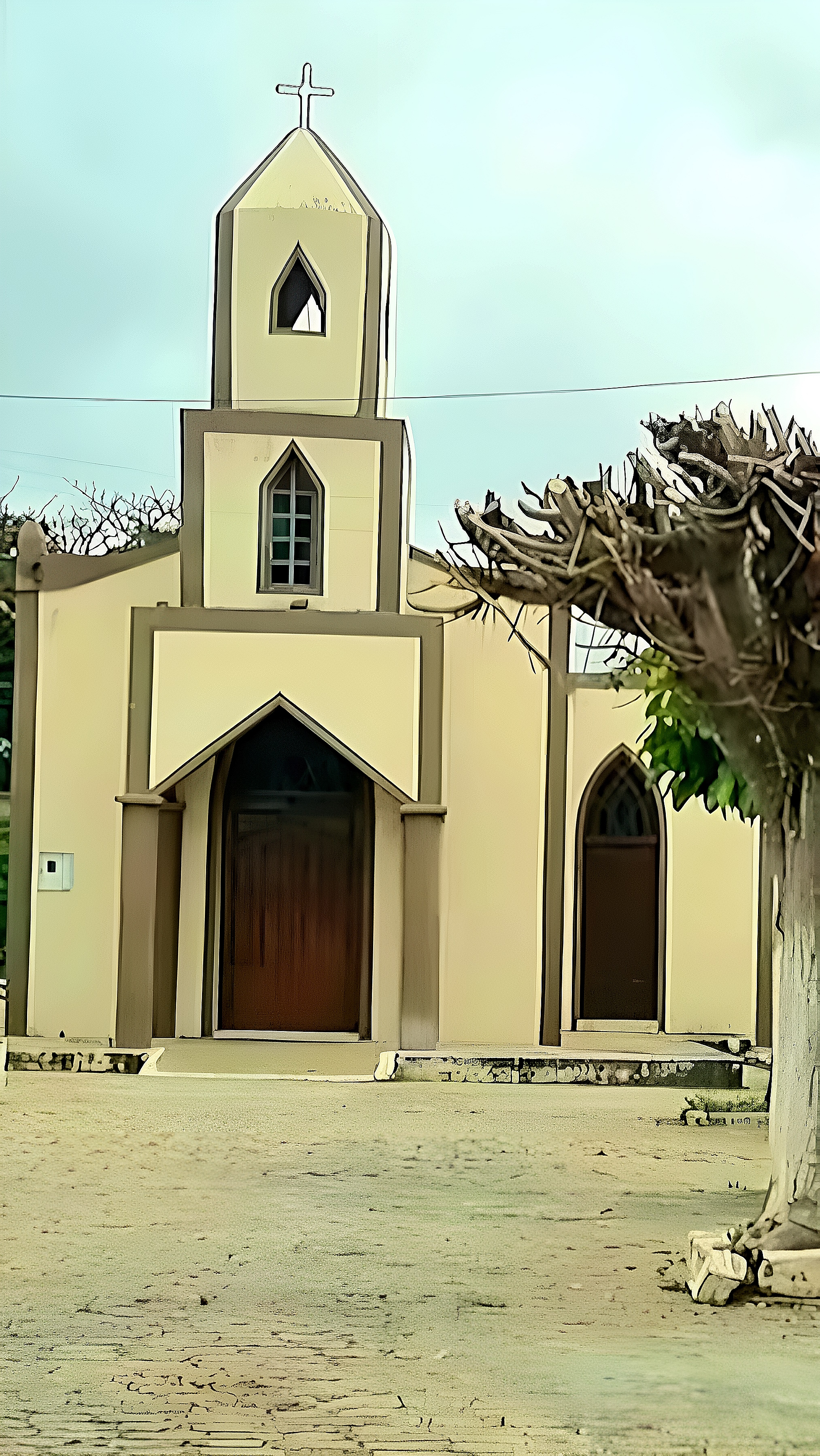
Igreja de Cristo Pentecostal Internacional de Piedade

#### Festa da Padroeira Nossa Senhora da Piedade
A Festa de Nossa Senhora da Piedade é realizada anualmente no distrito de Piedade do Ouro entre os meses de outubro e novembro. Sua primeira edição ocorreu em 1994. Ao contrário da festa de São Pedro, essa inclui principalmente shows musicais, sendo uma celebração focada na animação e no entretenimento.
A festa é marcada pela programação de shows de bandas e artistas renomados, com destaque para o forró, que é o gênero musical predominante. Ao longo dos anos, a festa tem atraído um grande público. A festa costuma ocorrer ao ar livre, em praça pública, reunindo moradores da cidade e de localidades vizinhas.

#### Festa do Padroeiro São Vicente Férrer
A Festa do Padroeiro São Vicente Férrer é uma celebração religiosa que ocorre anualmente no distrito de São Vicente desde 2003, com duração de quatro dias. É realizada no mês de abril e tem como foco principal a celebração da Santa Missa, além de outras atividades como feira de comidas típicas, quermesse, apresentações culturais e shows musicais, que acontecem durante as noites do evento. A programação religiosa inclui a celebração da Santa Missa em honra ao padroeiro, São Vicente Férrer.
Durante as festividades, a comunidade local participa de diversas atividades, como a venda de alimentos tradicionais. Além disso, há apresentações culturais de grupos locais. A festa é considerada um importante evento para o distrito de São Vicente, preservando as tradições religiosas e culturais da região. A programação de shows musicais também contribui para o entretenimento, com apresentações de artistas locais e regionais.

#### Festa da Padroeira Nossa Senhora da Conceição

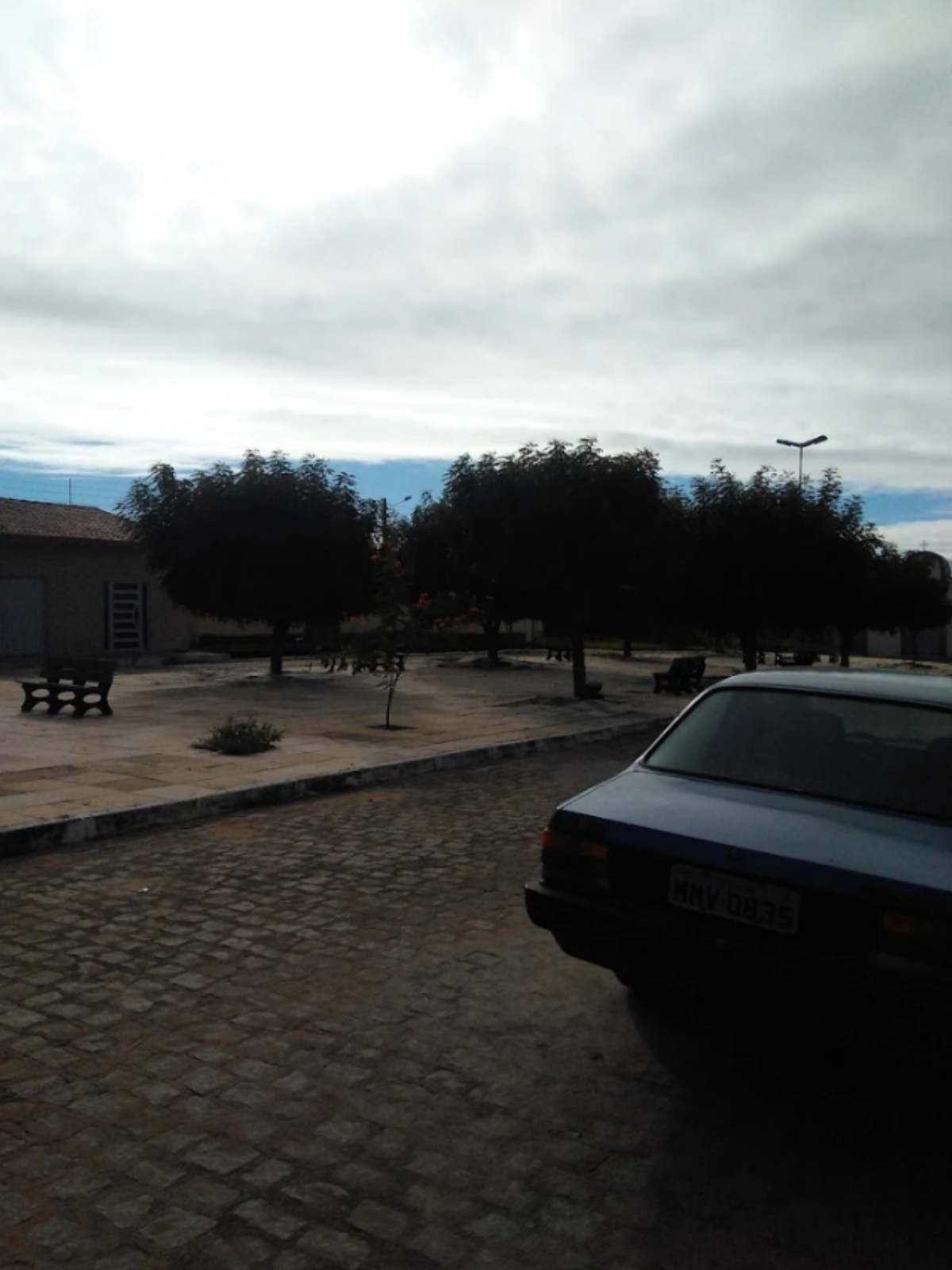
Praça Júlia Pereira de Souza, local de comemoração da festa de Nossa Senhora da Conceição

A Festa da Padroeira Nossa Senhora da Conceição é uma celebração religiosa realizada anualmente na comunidade rural de Pimenteira do Ouro. Desde sua primeira edição em 2022, o evento ocorre no mês de dezembro, na praça central da localidade, a Praça Júlia Pereira de Souza. É a única celebração religiosa de uma comunidade rural de Itapetim a possuir repercussão intermunicipal, já que as demais celebrações de maior repercussão acontecem nos distritos de São Vicente e Piedade do Ouro, além da sede do município.
A festa é caracterizada pela celebração religiosa, que inclui a tradicional missa em honra à padroeira, e pela presença de shows musicais, que variam a cada ano e atraem um grande público.

#### CarnaVerso
Em 2025, foi lançado o primeiro evento cultural destinado ao carnaval no município, o CarnaVerso. É realizado durante a noite no Centro de Cultura Gera Marques e conta com atrações musicais e culturais, além da abertura do Museu Municipal, situado no antigo Mercado Público.

### Literatura
Itapetim possui uma forte vocação para a poesia, sendo apelidado de "Ventre Imortal da Poesia". Sua tradição de literatura é influenciada pelo município-mãe São José do Egito, que é frequentemente chamado de "Berço Imortal da Poesia" ou "Terra dos Poetas". Além do mais, há uma disputa entre Itapetim e São José do Egito por quem seria a "Capital da Poesia", uma vez que Itapetim possui centenas de poetas que nasceram antes de 1953, ano em que ocorreu a sua emancipação política. Entre eles, Rogaciano Leite e os irmãos Batista, que costumam ser erroneamente tratados como filhos de São José do Egito.
Uma importante figura na cultura poética itapetinense é Rogaciano Leite, nascido na comunidade rural de Cacimba Nova em 1920 e falecido no Rio de Janeiro em 1969, filho dos agricultores Manoel Francisco Bezerra e de Maria Rita Serqueira Leite. Rogaciano era poeta desde criança. Se tornou escritor, poeta e jornalista, posteriormente especializando-se em poemas-reportagem. Suas produções ganharam repercussão nacional. Outra menção honrosa inclui o poeta analfabeto Leonardo Bastião, que viralizou após vídeos filmados e postados no website Orkut pelo comerciante Bernardo Ferreira a partir de 2008, recebendo repercussão internacional.
O professor de filosofia da Universidade Federal de Pernambuco (UFPE), Marcos Nunes, catalogou 270 poetas apenas em Itapetim, no ano de 2020. Não há uma explicação exata para a alta concentração de poetas no município, porém a teoria mais aceita é que o repente, modelo de poesia cantada, de cancioneiro, no improviso, se originou a partir do aedos gregos e na chegada dos mouros à Península Ibérica.
"Com a descoberta do Brasil, foi aí que tivemos a chegada desses cantadores no litoral. Com as perseguições, parte desse pessoal entra no território e vai parar na 'cabeça' do Pajeú, na Paraíba", informou Marcos Nunes.
Livros que retratam a cidade de Itapetim incluem Itapetim: Cidade das Pedras Soltas (2007), de Marcos Nunes, que analisa as mudanças rápidas radicais ocorridas nos diversos setores da sociedade no município; Itapetim – Ventre Imortal da Poesia, de Marcos Nunes, com duas edições em 2008 e 2013, contabilizando 204 e 270 poetas, respectivamente. O livro História Socioeconômica das Regiões de São Vicente e Piedade (2006), escrito por Alberto Rodrigues de Oliveira em parceria com o Centro de Estudos de História Municipal, retrata a trajetória dos distritos de São Vicente e Piedade do Ouro.

### Música
A música em Itapetim é fortemente influenciada pela Música Popular Brasileira (MPB), com destaque para gêneros como forró, piseiro e sertanejo. Esses estilos são predominantemente tocados durante as diversas celebrações religiosas e culturais realizadas no município, que incluem festas tradicionais e eventos locais.
Uma das figuras musicais mais reconhecidas no município é o cantor Vicente di Paula. Vicente foi responsável por compor o hino municipal de 2009, conhecido como "Itapetim, Supremacia Absoluta da Poesia", uma obra que foi cantada por ele e composta em parceria com o poeta José Adalberto. No entanto, o hino de 2009 não foi oficializado pela Prefeitura de Itapetim, mantendo-se o hino de 1984 como o oficial.
Um cantor contemporâneo de destaque em Itapetim é Doutorzin, natural do distrito de Piedade do Ouro. Ele é notável por sua presença em todas as quatro grandes celebrações religiosas de Itapetim (São Pedro, Nossa Senhora da Piedade, São Vicente Férrer e Nossa Senhora da Conceição), bem como em outros eventos culturais, como o CarnaVerso e o Réveillon de São Vicente. A música nesses eventos é organizada e coordenada pela Secretaria de Cultura, Esportes e Turismo de Itapetim, que é responsável por definir a programação e garantir que a música esteja presente nas festividades.

### Mídia
A imprensa em Itapetim não possui jornais oficiais a nível regional, com a informação sendo amplamente disseminada por meio de blogs mantidos por repórteres da região do Pajeú. Entre os principais blogs ativos na cidade, destacam-se o Blog do Nill Junior, Blog do Marcello Patriota, Blog do Erbi, Blog do Pereira, o Blog do Finfa e o Repórter do Sertão. Esses blogs são populares na região e servem como fontes importantes de informação, cultura e entretenimento. No entanto, por serem mantidos por uma única pessoa, esses meios de comunicação frequentemente recorrem à prática de copiar textos uns dos outros, contribuindo para a disseminação de erros e imprecisões nas informações.
Exemplos de imprecisões encontradas nos blogs de Itapetim incluem:
- Em dezembro de 2015, diversos veículos informaram que os ventos durante uma ventania no Pajeú alcançaram os 110 quilômetros por hora, embora essa estimativa não fosse compatível com a infraestrutura da região e os danos observados.[53][54][55][209]
- Em janeiro de 2019, após uma ventania em São José do Egito, um especialista da APAC afirmou à Rádio Pajeú que os ventos haviam atingido 150 quilômetros por hora, estimativa que foi desproporcional aos danos observados no local.[210][209]
- No último dia de 2020, o Blog do Cauê Rodrigues publicou que Piedade do Ouro tinha 1.250 habitantes, apesar de não haver censos ou estimativas oficiais que confirmassem esse número.[11]
- Em 2021, o Blog do Marcello Patriota informou que o motivo da formação das rochas de Itapetim era um "segredo", quando na realidade, desde 2000, estudos já indicavam que o Complexo Itapetim, que originou as formações rochosas, surgiu há cerca de 638 milhões de anos após atividade tectônica intensa e erupções vulcânicas.[211][10]
- Em maio de 2023, durante a cobertura da morte do assassino em série Humberto de Oliveira Alves, foi incorretamente informado que ele tinha 44 anos, quando na verdade ele tinha 43 anos (nascido em 18 de janeiro de 1980).[212] Na mesma notícia, uma das vítimas foi chamada erroneamente de "Anestina", quando seu nome verdadeiro, conforme documentos judiciais, era "Ernestina".[131][132]

A cidade também conta com a Rádio Pedras Soltas (104.9 FM), fundada em 1º de maio de 1997, que desempenha um papel importante na disseminação de informações, cultura e entretenimento para os habitantes de Itapetim. A rádio tem se consolidado como um meio de comunicação importante. O canal Bisaco do Doido, do YouTube, é amplamente reconhecido por retratar a cultura da região, sendo responsável pela transmissão do centenário de Rogaciano Leite em 2021 e pela publicação pioneira do hino municipal de Vicente di Paula em 2009.